# Internazionali di Francia 1928
Gli Internazionali di Francia 1928 (conosciuti oggi come Open di Francia o Roland Garros) sono stati la 33ª edizione degli Internazionali di Francia di tennis. Si sono svolti sui campi in terra rossa dello Stade Roland Garros di Parigi in Francia.
Il singolare maschile è stato vinto da René Lacoste, che si è imposto su Jean Borotra in cinque set col punteggio di 6–3, 2–6, 6–0, 2–6, 8–6. Il singolare femminile è stato vinto da Helen Wills Moody, che ha battuto in due set Eileen Bennett. Nel doppio maschile si sono imposti Jacques Brugnon e Jean Borotra. Nel doppio femminile hanno trionfato Phoebe Holcroft Watson e Eileen Bennett Whittingstall. Nel doppio misto la vittoria è andata a Eileen Bennett Whittingstall in coppia con Henri Cochet.

## Seniors

### Singolare maschile
Henri Cochet ha battuto in finale  René Lacoste con il punteggio di 5–7, 6–3, 6–1, 6–3.

### Singolare femminile
Helen Wills Moody ha battuto in finale  Eileen Bennett con il punteggio di 6–1, 6–2.

### Doppio maschile
Jean Borotra /  Jacques Brugnon hanno battuto in finale  Henri Cochet /  Ren de Buzelet con il punteggio di 6–4, 3–6, 6–2, 3–6, 6–4.

### Doppio femminile
Phoebe Holcroft Watson /  Eileen Bennett Whittingstall hanno battuto in finale  Suzanne Deve /  Sylvia Lafaurie con il punteggio di 6–0, 6–2.

### Doppio misto
Eileen Bennett Whittingstall /  Henri Cochet hanno battuto in finale  Helen Wills /  Frank Hunter con il punteggio di 3–6, 6–3, 6–3.